# Herramienta de seguridad de red

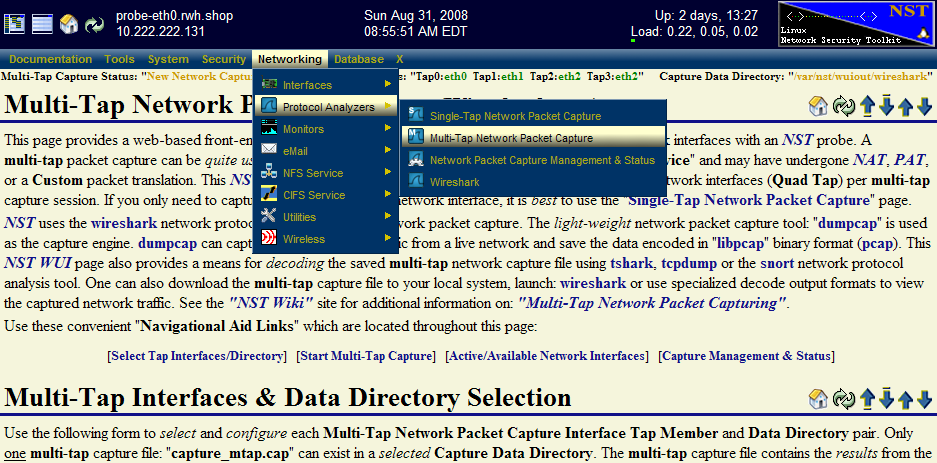

La Herramienta de seguridad de red (HSR) es un Live CD basado en distribución Linux que provee un conjunto de herramientas de seguridad informática libres y de código abierto y de red  para llevar a cabo rutinas de seguridad, diagnóstico de red y monitoreo de seguridad. La distribución puede ser usada como una herramienta de  análisis, validación y monitoreo de la seguridad de red en servidores que albergan máquinas virtuales. La mayoría de las herramientas publicadas en el artículo  "Top 125 security tools" por Insecure.org están disponibles en el kit de herramientas. La HSR tiene capacidades de manejo similares a Fedora y mantienen su propio repositorio de paquetes adicionales.

## Características
Muchas tareas que pueden ser llevadas a cabo dentro de la HSM están disponibles a través de una Interfaz de usuario llamada HSR GUI. Dentro de las herramientas que pueden ser usadas a través de esta interfaz están nmap con la herramienta de visualización ZenMap, ntop, un monitor de banda ancha de interfaz de red, un escáner de Segmento de Red ARP, un controlador de sesión para VNC, un servidor terminal basado en el manejo de monitoreo minicom de puerto serial y PSK de WPA .
Otras características incluyen visualización de datos de ntopng, ntop, wireshark, traceroute, netflow y kismet a través de  geolocating las direcciones del host, conversaciones entre direcciones IPv4, traceroute datos y  wireless access points y mostrarlos en pantalla via Google Earth o una imagen bit  Mercator World Map, una captura de paquete basada en el navegador y un sistema de análisis de protocolo capaz de monitorear hasta cuatro network interfaces usando Wireshark, así como también un intrusion detection system basado en Snort  con un "colector" de respaldo que almacena incidentes en una base de datos MySQL. Para desarrolladores web, también hay una consola en JavaScript que contiene object library con funciones que ayudan al desarrollo de páginas web dinámicas. 

### Geolocalización de Host
El siguiente ejemplo de host ntop fue generado por NST

### Monitores de red
La siguiente imagen representa la interfaz dinámica del monitor de banda ancha  SVG/AJAX que está integrada al HSR GUI.  También se muestra una herramienta de medición para medir tasas de tiempo y ancho de banda.  

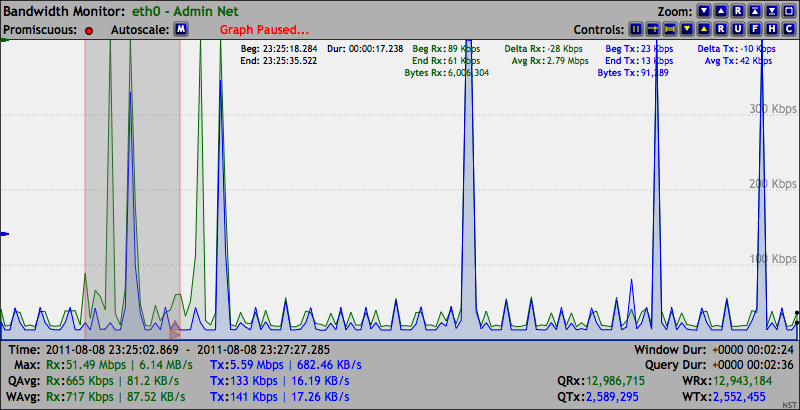
Interface de banda ancha de monitor - Interfaz: eth0